# Isidro Ballester Tormo
Isidro Ballester Tormo (nació el 12 de agosto de 1876 en Nerpio, Albacete - Valencia, 13 de agosto de 1950) fue un arqueólogo y abogado español. Fundador del Servicio de Investigación Prehistórica de Valencia. Decano de la Arqueología española y experto en  Cultura Ibérica.

## Biografía
Nació en Nerpio en la provincia de Albacete, por la profesión de su padre, notario, pero su familia era originaria de Puebla del Duc en el Valle de Albaida, a donde se trasladó con 8 años. Estudió el bachillerato en los Escolapios de Gandía, recibiendo clases del Padre Leandro Calvo, figura clave para su orientación hacia la Arqueología. Estudió Derecho en la Universidad de Valencia, y se licenció en 1901, y ejerció la profesión de abogado toda su vida.
Estuvo afiliado al Partido Conservador, donde fue dirigente en el Valle de Albaida. Pero su vocación fue la Arqueología. 
Le influyeron eruditos valencianos como su amigo Almarche y el canónigo Sanchís Sivera, así como el profesor Elías Tormo, paisano y familiar suyo. Más adelante, otros arqueólogos de Madrid y Barcelona que conocieron sus trabajos, como los profesores Manuel Gómez Moreno y Pedro Bosch Gimpera.
Entre 1906 y 1928 dirigió las excavaciones del poblado ibérico de Covalta ( Albaida, Valencia), de los poblados argáricos del Tossal Redó y Tossal del Caldero, en Bellús. También la necrópolis de Casa de Campo en  Valdeganga (Albacete).
Esta actividad y el contacto con las instituciones que se habían creado en Madrid y Barcelona para la investigación prehistórica, hicieron germinar en su mente una idea ambiciosa, la de establecer en Valencia un centro parecido, en 1927, la Diputación de Valencia fundó el  Servicio de Investigación Prehistórica de la Diputación de Valencia y el Museo de Prehistoria de Valencia, e Isidro Ballester Tormo fue su primer director, y su primer subdirector Luis Pericot García. Ballester también fundó la revista Archivo de Prehistoria Levantina, su primer volumen apareció en 1929, con los datos de la excavación de La Bastida en Mogente. Colaboró en distintas excavaciones con nombres como Lluís Pericot García, Mariano Jornet Perales, Gonzalo Viñes Masip, Salvador Espí Martí, Emilio Gandía,... 
Al terminar la guerra civil española,  el Servicio se integra en la Institución Alfonso el Magnánimo, y don Isidro Ballester, será Comisario de Excavaciones Arqueológicas de la provincia. En esos momentos ya es reconocido en España y en el extranjero como uno de los más destacados promotores del estudio de la Prehistoria española.

## Obras
- Ballester Tormo, Isidro (1928) Unas cerámicas interesantes en el valle de Albaida en Cultura Valenciana  III, pág. 17. Valencia, 1928.
- Ballester Tormo, Isidro (1929) La Bastida de les Alcuses (Mogente)  en Archivo de Prehistoria Levantina I, pág. 179.-Valencia, 1929. (En colaboración con D. Luis Pericot García).
- Ballester Tormo, Isidro (1929) La Covacha sepulcral de Camí-Real (Albaida)".-Archivo de Prehistoria Levantina, I, pág. 31. Valencia, 1929.
- Ballester Tormo, Isidro (1929) Vulgarización prehistórica. Las excavaciones del Servicio de Investigación en Cueva de Parpalló (Gandía) en Cultura Valenciana IV, pág. 82. Valencia, 1929.
- Ballester Tormo, Isidro (1929) Las excavaciones del  S.I. P. de la Diputación. Correspondencia de Valencia. (Valencia, 6 de agosto de 1929).
- Ballester Tormo, Isidro (1929) Las excavaciones del  S.I. P. Las Provincias. Valencia, 28 de agosto de 1929.
- Ballester Tormo, Isidro (1929) El Servicio de Investigación Prehistórica y su Museo de Prehistoria. Tirada aparte de la Memoria reglamentaria de Secretaría de la Diputación, correspondiente a 1928.-Valencia, 1929.
- Ballester Tormo, Isidro (1930) La labor del Servicio de Investigación Prehistórica y su Museo en año 1929.-Tirada aparte de la Memoria reglamentaria de la Secretaría de la Diputación, correspondiente a 1929.Valencia, 1930.
- Ballester Tormo, Isidro (1930) Comunicaciones al IV Congreso Internacional de Arqueología. Los ponderales ibéricos de tipo covaltino. Cultura Valenciana, IV, separata. -Valencia, 1930.
- Ballester Tormo, Isidro (1930) Comunicaciones al IV Congreso Internacional de Arqueología, Avance al estudio de la necrópolis ibérica de la Casa del Monte (Albacete). Cultura Valenciana, IV, separata.-Valencia, 1930.
- Ballester Tormo, Isidro (1931) La labor del Servicio de Investigación Prehistórica y su Museo en  el pasado año 1930.-Tirada aparte de la Memoria reglamentaria de la Secretaría de la Diputación, correspondiente a 1930.-Valencia, 1931.
- Ballester Tormo, Isidro (1932) La labor del Servicio de Investigación Prehistórica y su Museo en  el pasado año 1931.-Tirada aparte de la Memoria reglamentaria de la Secretaría de la Diputación, correspondiente a 1931.-Valencia, 1932.
- Ballester Tormo, Isidro (1932) Visita al Museo de Prehistoria. Memoria de la I Semana Cultural Valenciana, pág. 39. -Valencia, 1932.
- Ballester Tormo, Isidro (1934) Antigüedad remota de muchas vías actuales en Almanaque de Las Provincias, pág. 426.-Valencia, 1934.
- Ballester Tormo, Isidro (1935) Nuevos hallazgos. También hay palafitos en España. Las Provincias. Valencia, 5 de enero de 1935.
- Ballester Tormo, Isidro (1937) El Castellet del Porquet. Número 1 de Serie de trabajos varios del SIP. Valencia, 1937.
- Ballester Tormo, Isidro (1940) Notas interesantes hallazgos arqueológicos en Liria.-Las Provincias. Valencia 13 de octubre de 1940.
- Ballester Tormo, Isidro (1941) Notas sobre las últimas excavaciones en San Miguel de Liria. Archivo Español de Arqueología, XIV, número 44, pág. 434.-Madrid, 1941.
- Ballester Tormo, Isidro (1943) Las barbas de los íberos.-Ampurias, V, pág. 109.-Barcelona, 1943.
- Ballester Tormo, Isidro (1944) El enterramiento en cueva de Rocafort. Núm. 9 de la Serie de Trabajos Varios del SIP. Valencia, 1944.
- Ballester Tormo, Isidro (1944) De un extraordinario descubrimiento en la comarca de Alcoy. Las Provincias.-Valencia, 29 de junio de 1944.
- Ballester Tormo, Isidro (1944) La reciente campaña del Servicio de Investigación Prehistórica en la Marjal de Navarrés. Jornada.-Valencia, 18 de diciembre de 1944.
- Ballester Tormo, Isidro (1945) Ensayo sobre las influencias de los estilos griegos en las cerámicas de San Miguel y la tendencia arcaizante de estas.-Discurso leído en la sesión inaugural de cum del Centro de Cultura Valenciana, el 2 de diciembre de 1944.-Valencia, 1945.
- Ballester Tormo, Isidro (1946) Ídolos oculados valencianos. Ardhivo de Prehistoria Levantina II, página 115.-Valenciai, 1946.
- Ballester Tormo, Isidro (1946) Notas sobre las cerámicas de San Miguel de Liria. Las estacas férreas  de la caballería celtibérica. Un vaso con decoración solar. Archivo de Prehistoria Levantina, II, pág. 203. Valencia, 1946.
- Ballester Tormo, Isidro (1946) Las pequeñas manos de mortero ibéricas valencianas.- Archivo de Prehistoria Levantina, II, pág. 241.-Valencia, 1946.
- Ballester Tormo, Isidro (1946) Las excavaciones de San Miguel de Liria desde 1940 a 1943. Archivo de Prehistoria Levantina, II, pág. 307.-Valencia, 1946.
- Ballester Tormo, Isidro (1946) El movimiento cultural prehistórico valenciano. Archivo de Prehistoria Levantina, II, pág. 357.-Valencia, 1946.
- Ballester Tormo, Isidro (1951) Restos de una joya de oro covaltina.-Crónica  del VI Congreso Arqueología del Sudeste Español (Alcoy, 1950), pág. 201.-Cartagena, 1951.
- Ballester Tormo, Isidro (1951) Corpus Vasorum Hispanorum. Cerro de San Miguel de Liria. (En colaboración con varios miembros del Servicio).